# Опасность в доме
«Опасность в доме» (фр. Peril En La Demeure; другое название «Смерть во французском саду») — кинофильм. Экранизация произведения, автор которого — Рене Беллетто. Фильм был номинирован на премию «Сезар» в 1986 году, в восьми категориях, двумя из которых (за лучшую режиссуру и лучший монтаж) он был награждён. Он также был представлен в основной конкурсной программе 35-го Берлинского международного кинофестиваля.
Во Франции фильм посмотрели 1 648 467 зрителей.

## Сюжет
Крупный банкир нанимает учителя музыки Дэвида для своей дочери-подростка. Однако Дэвид не только учит игре на гитаре, он заводит интрижку с женой банкира и знакомится с их соседом, который спасает Дэвида от убийцы. Через некоторое время семья банкира начинает получать письма с угрозами, и всем становится ясно, что у Дэвида совсем другие намерения…

## В ролях
| Актёр           | Роль           |
| --------------- | -------------- |
| Ришар Боринже   | Даниэль Форест |
| Кристоф Малавуа | Дэвид          |
| Николь Гарсиа   | Джулия         |
| Мишель Пикколи  | Грэм           |
| Анемон          | Эдвиж Леду     |
| Анаис Жаннре    | Вивьен         |
| Жан-Клод Жэ     | отец           |
| Элен Руссель    | мать           |

## Восприятие
Дэвид Паркинсон в своей рецензии для Empire оценил фильм на 4 балла из 5. По его мнению, «несмотря на то, что фильм снят по роману Рене Беллетто, это полностью кинематографическое произведение, чему в немалой степени способствует операторская работа Марсиаля Тюри». Журнал Time Out отмечает: «Изящное, дразнящее повествование, дополненное эллиптическими диалогами, ловким монтажом и отточенными актёрскими работами. Изысканное развлечение от французского стилиста Девиля».